# 特撮
特撮（とくさつ）は、特殊撮影技術（Special Effects;SFX）を指す略称、またはSFXが多用された映画やテレビ番組などの映像作品を指す総称。

## 解説
元々は「特殊撮影（SFX）」「トリック撮影」「操撮」と呼ばれていた撮影技術を総合的に指す略語であるが、日本では特撮作品と呼ばれる映画やテレビ番組などが大きなジャンルを形成するほど発展しており、特撮技術が大きな役割を果たして製作された作品群も含めて「特撮」と総称することもある。また、現在ではこの言葉が使われていた古い時代の作品群を指す通称としてや、この頃に盛んだった「特撮ヒーローもの」など一部の作品群を指す通称としても使われている。
撮影技術・特殊効果としての「特撮」は、映画創生期から存在し、ジョルジュ・メリエスやイギリスの制作者達によって、撮影時のカメラ操作を駆使した逆回し、高速・微速度撮影、コマ撮り、人や物が消えたように見える中抜きなどが作り出され、『大列車強盗』（1903年）では、映像の合成が試みられるなど、「実際には存在しない架空の映像」作りが行われた。また、実物を縮小したミニチュアの撮影なども長年に渡って使われ、映画の発展と共に特撮技術も発展していき、恐竜などが登場する『ロスト・ワールド』（1925年）は、当時の特撮映画の集大成ともいえ、後の『キング・コング』（1933年）ともども特撮映画を世に広めていった。
1949年頃から1981年にかけて手作りのモンスターやミニチュア造形物などによる多くの特撮映画を手掛けてハリウッド映画の特撮人気を高め、20世紀の特撮映画界のパイオニアとして牽引した特撮監督レイ・ハリーハウゼンは「特撮の神様」と呼ばれ、『ゴジラ』や『スター・ウォーズ』など、後の特撮作品にも多大な影響を与えた。ハリーハウゼンが生み出した特殊映像・特殊効果は、今日の様々な特撮映像の源流ともなっている。

## 日本での歴史
庵野秀明は映画監督（特撮監督）の円谷英二が事実上の元祖と評しているが、円谷作品以前にも忍術などの表現でトリック撮影を用いた作品などは既に存在しており、円谷の師匠である枝正義郎は、合成やミニチュアを使用したトリック撮影を取り入れた作品を戦前の時期に制作している。円谷は前述の海外の特撮映画『キングコング』などに影響を受けて特撮を研究し、怪獣映画などを通して、1950年代以降に特撮映画を日本独自の映像技術として発展させ、尺貫法による寸法がミニチュアで使われ、映像文化や社会に多くの影響を与えた。
予算も人数も少ない中で、毎年安定して精巧な着ぐるみやミニチュアやVFXを駆使した見応えのあるシリーズ作品を制作して放送できる体制やノウハウは日本固有のものであり、海外からは驚異的と評されている。テレビシリーズでは撮影技術のみならずコストダウンの手法も考案されており、特別なセットを作らずに既存の街並みや採石場跡地を流用したり、『ウルトラマン』では通常は16mmフィルムで撮影し光学合成が必要なカットのみ35mmフィルムとすることでフィルム代を節約している。また怪獣映画では、一度登場した怪獣の着ぐるみを改造し、別の怪獣として再利用することも行われた。前述のように制作体制が高効率化されている日本とは異なり、人海戦術を基本とするハリウッドで同等の番組を制作しようとすると多大なコストと人員が必要になるため、例えば『パワーレンジャー』でも日本で撮影された特撮パートを流用している。
「特撮」という言葉自体は、SFXを分かりやすく説明する為に、1958年頃から日本のマスコミで使われ始めており、第一次怪獣ブーム時に完全に定着している。それ以前には「特殊技術（特技）」という呼称も用いられていた。1958年公開の映画『炎上』では、炎上する金閣寺のミニチュアを本物のように見せることに成功した美術スタッフは、このような技術を「操撮」と呼んでいたという。
テレビドラマでは『月光仮面』、『七色仮面』など等身大のヒーローが活躍する特撮作品が放映されはじめ、『七色仮面』は劇場公開を前提として、35mmフィルムで撮影されており、撮影費用は1本500万円という、当時のテレビ番組としては破格の金額で製作された。『新 七色仮面』で主人公を波島進から引き継いだ千葉真一は器械体操で培ったアクションを披露し、彼の演技は後に製作されていく変身ヒーローを題材とした特撮作品に大きな影響を与えている。1965年には主に東映作品の特撮パートを手掛けている株式会社「特撮研究所」が創立され、1966年には「空想特撮シリーズ」と銘打った円谷プロの『ウルトラマン』が放送されている。
「特撮映画」「特撮もの」という言葉は1980年代頃まではよく使われており、対象層やジャンルを問わずに「特殊撮影」を使った作品という意味であった。フィルム撮影時代は、本格的な特殊撮影を使った映画やテレビドラマは珍しく、高度な技術と多大な予算が必要なものだった。この他、ドキュメンタリー番組でも特撮が使用された。
特撮が多用されていても、他の既存ジャンルに近い物はその分類で呼ばれ、特撮物とは分類されない場合もある。例えば『西部警察』は多くの特撮が使われているが、一般的には刑事ドラマと呼ばれる。
1990年代以降になると、コンピュータグラフィックス（CG）による、デジタル技術を活用したVFXが普及し始める。そのため、日本ではSFX主体の作品という意味ではなく、過去の特撮作品やその流れを汲む作品という意味で「特撮」が使われることが多くなった。前述のデジタル技術(VFX)による撮影が十分に実用的・一般的になってきた2000年以降は、ミニチュア撮影や操演・着ぐるみによる撮影などの本来のSFX的、光学合成などアナログ的なVFX的技術・作品という意味で「特撮」という言葉が使われるようにもなった。ただし、従来型の特撮を旧式な手法（または作品）として、否定的な意味で使われる場面も増えてきている。
デジタル映像技術の発達に比例して、これまで培われてきた「特撮技術」による撮影は急激に減少し、「特撮作品」の姿も変わりつつあるため、2010年代になると日本独特の文化として保護を求める声があがった。2012年（平成24年）には、東京都現代美術館の企画展「館長 庵野秀明 特撮博物館」が開催されて全国で巡回も行われた他、文化庁の振興策「メディア芸術情報拠点・コンソーシアム構築事業」の一環として実施された「日本特撮に関する調査報告書」が2013年（平成25年）5月に公開されるなどしている。庵野は、それまで文化庁の支援対象は漫画・アニメ・ゲームだけであったところに、「特撮」を同等の扱いで国の文書に明記できたことを重要な点としている。

## 日本の主な特撮作品（テレビ番組）
- 特撮テレビ番組に関しては「特撮テレビ番組一覧」を参照。

## 日本の主な特撮作品（映画）
- 特撮映画作品に関しては「特撮映画」を参照。